# 黃土水
黃土水（1895年7月3日—1930年12月21日），臺灣臺北市艋舺人，日治時期臺灣雕刻家，是臺灣首位赴日學習美術，並入選帝國美術展覽會的藝術家。
其作品皆以台灣鄉土意象融入西洋雕塑為特色，並創作一系列由木刻、技藝泥塑、大理石雕刻、鑄銅等材料構成之名作，著名者則包含《甘露水》、《釋迦出山像》、《水牛群像》等作，譽為臺灣近代雕塑先驅之一。

## 生平

### 早年生活
1895年7月3日，即大日本帝國領有臺灣「始政式」後第十七天，黃土水出生於艋舺祖師廟後街的一個貧寒木匠家庭，排行第三；他的父親黃能是一位人力車的木工修理師傅，母親名叫黃施素；當時，他的大哥先已夭折，他的二哥已經八歲。1906年，他進入艋舺公學校就讀；11月8日，他的父親去世，隔年隨母親投靠住在大稻埕繼承父業的二哥黃順來，並轉入大稻埕公學校就讀。
1912年，他自大稻埕公學校畢業獲勤學獎之後，考上臺灣總督府國語學校（簡稱「國語學校」）公學師範部乙科。他自幼年即對於位在大稻埕的傳統宗教用品店十分熟悉。也是此年紀與鄰近佛像雕師學習佛像木雕，接觸福州系神像雕刻，對於雕刻藝術產生興趣。
黃土水在國語學校時期，「圖畫」科的成績都在十分法中獲八、九分的高分；「木工」科更在四年級時，獲得十分滿分。畢業那年，他以傳統木刻作品〈觀音〉、〈彌勒像〉引起師長們的注意。:235

### 創作生涯

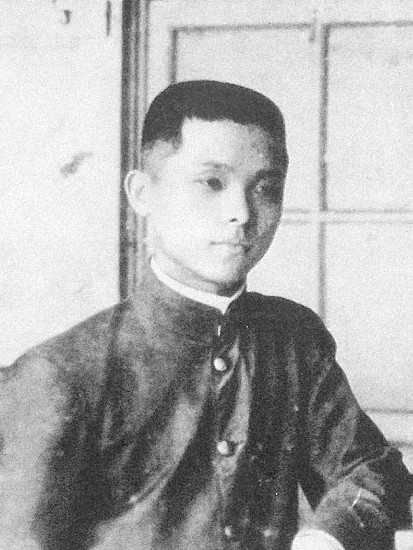
學生時期的黃土水

1915年3月，黃土水自國語學校畢業，並隨後分發至母校大稻埕公學校就任訓導一職；同年，他在總督府民政長官內田嘉吉及國語學校校長隈本繁吉等人選拔推薦下獲得東洋協會臺灣支部頒贈獎助金 ，並藉由作品《李鐵拐》通過審查免試進入東京美術學校雕塑科木雕部，跟隨高村光雲研習木雕，成為第一位留學日本學美術的台灣學生，當時，他寓居於小石川町高砂寮宿舍。1918年（或1917年），他返回臺灣探視母親病情，並於不久後為母親辦理喪事。1919年，他開始創作《甘露水》。
1920年，他以作品《山童吹笛》入選第二回帝國美術展覽會（簡稱「帝展」），成為第一位作品入選帝展的臺灣人，1921年，他自東京美術學校本科畢業，並獲准免試進入同校研究科成為「實技研究生」繼續深造；他就讀於塑造科並師從朝倉文夫；同年，他以《甘露水》入選第三回帝展。
1922年3月，他在研究科畢業後返鄉，並設臨時工作室於親族位在艋舺之米舖廠房，以鑽研水牛之形態；10月，他以《擺姿態的女人》入選第四回帝展；10月30日，他完成受昭憲皇太后及攝政宮委託製作之《帝雉》、《華鹿》，並將之獻與宮內省。1923年4月，他在東京雕刻《三歲童子》，並由總督府將之獻與裕仁皇太子；4月23日，該作品被運回臺灣於博物館展示；4月26日，他獲裕仁皇太子召見；6月30日，他與石川欽一郎、富永信篤、戶田庸三等藝術家在銀座籌辦聯展；7月，帝展參選作品《水牛牧童》開始創作；9月，東京大地震發生，帝展取消舉辦，他的工作場所也被燒毀，他隨後決定將《水牛牧童》義賣賑災；同年，他與作家廖漢臣的姊姊廖秋桂結婚，隨後兩人一同前往日本內地定居；他在池袋設立個人工作室兼住家。
1924年6月，他返回臺灣探視二哥病情，並繼續製作《水牛牧童》；7月初，二哥逝世；9月返回日本內地；10月，他以《郊外》入選第五回帝展。1925年春，陳植棋、陳澄波提議在日本籌組「春日會」，但遭他反對；同年，他將以侄子為模特兒創作的塑像作品《小孩》送入帝展，但未得入選；隨後，郭春秧、黃純青、林熊徵等仕紳發起「黃土水後援會」，呼籲社會高層人士向其訂製肖像雕塑以支持其創作與生活。
1926年10月，他完成新年動物作品青銅兔雕塑50件，並交由臺灣日日新報報社代售；12月初，完成櫻木素木描金作品《釋迦出山像》，該作品隨後安座於艋舺龍山寺。 此間，他替多位仕紳製作胸像。
1927年7月，他完成總督川村竹治的雕像；10月完成新年龍銅雕作品，交由臺灣日日新報報社代售；10月12日返回臺灣；11月5日至6日，他的個展於臺北博物館舉行，展出作品共10餘件；11月26日至27日，他的個展於基隆公會堂舉行。
1928年2月至9月，他替久邇宮邦彥王夫婦塑像；5月15日，他獻贈銅雕作品《臺灣雙槳船》與總督上山滿之進；8月20日，他前往日本；9月5日，臺北州廳決定以其所製水牛像作秋御大禮獻禮；9月13日，他返回臺灣；10月22日，他攜帶臺北州御大典作品《歸途》水牛塑像返回東京，以呈獻天皇登基賀禮；同年，他開始製作《志保田鉎吉校長像》。
1930年，他完成巨型作品《水牛群像》。黃土水在1925年首次落選帝展後，便拒絕再送件參賽。1928年黃土水興起參展念頭，乃於忙碌中完成這件巨型浮雕作品創作。:237隨後，他尚來不及送展，就因勞累過度，盲腸炎併發腹膜炎延誤醫治，於12月21日逝世。

### 身後
1930年12月22日，他的遺體被送至火葬場火化，親友再將骨灰送回其位於池袋之住處；張秋海、郭柏川、陳承藩、何德來、李梅樹等人與其親族共同為其舉行相關儀式。
1931年，親友等人為其於臺北東門町曹洞宗別院舉行追悼會，隨後將其遺骨葬於三橋町三板橋共同墓地（戰後成為榮民安置處，2003年闢為康樂公園，遺骨不知去向）；5月9日及10日，親族及友人為其於臺北舉行遺作展，現場展出作品共七十九件。
1932年10月30日，《志保田鉎吉校長像》立於臺灣總督府臺北第一師範學校。
1937年2月2日，為其舉行遺作捐贈奉告祭，並將《水牛群像》陳列於臺北公會堂。
1980年代後期至今，他的作品在臺灣本土化風潮中大受歡迎。

## 作品
部分作品名稱為1931年（昭和六年）五月舉辦的〈雕刻家故黃土水君遺作品展覽會陳列品目錄〉登載之作品、石膏原型資料為主。

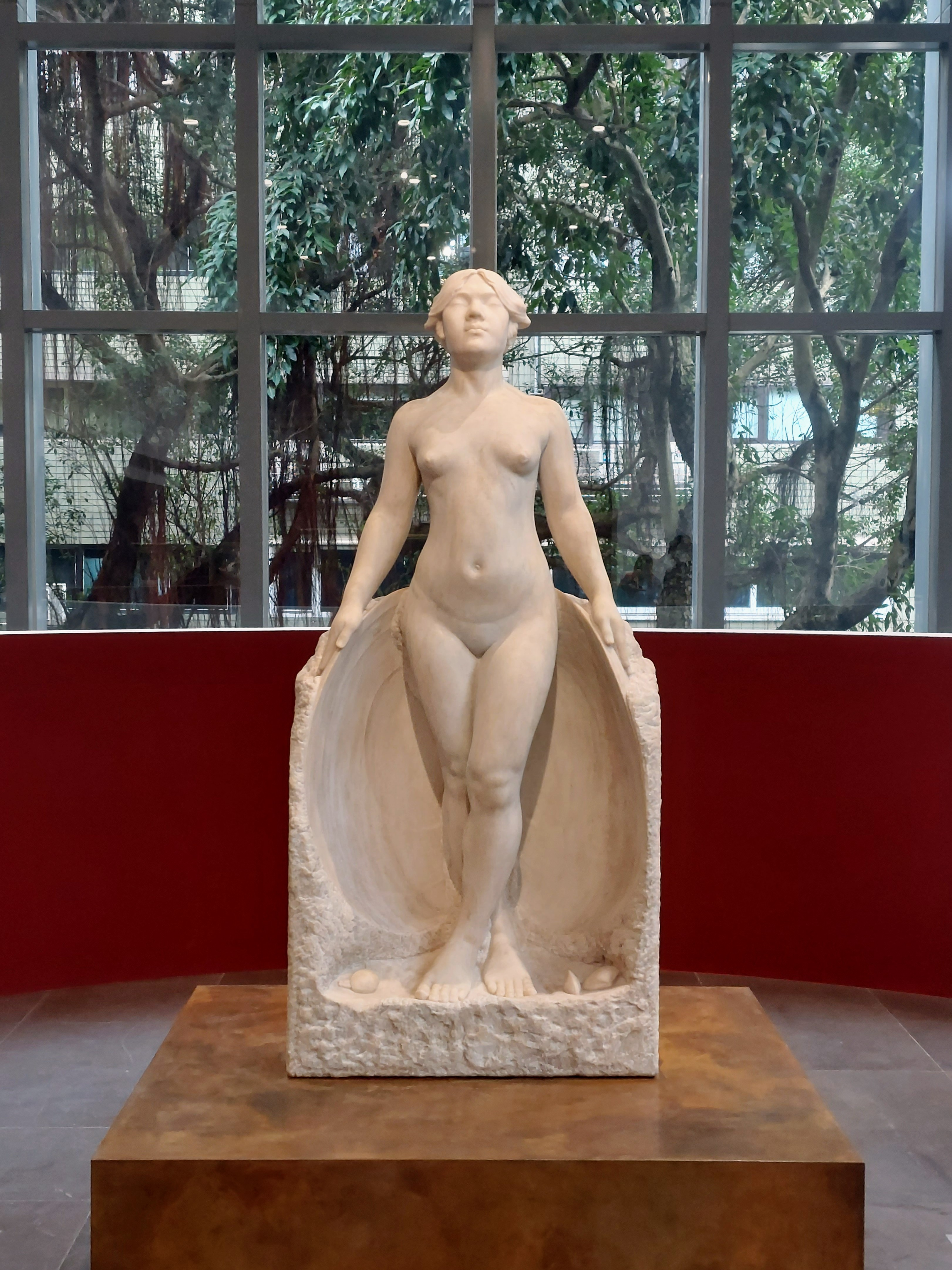
《甘露水》於北師美術館展覽現場

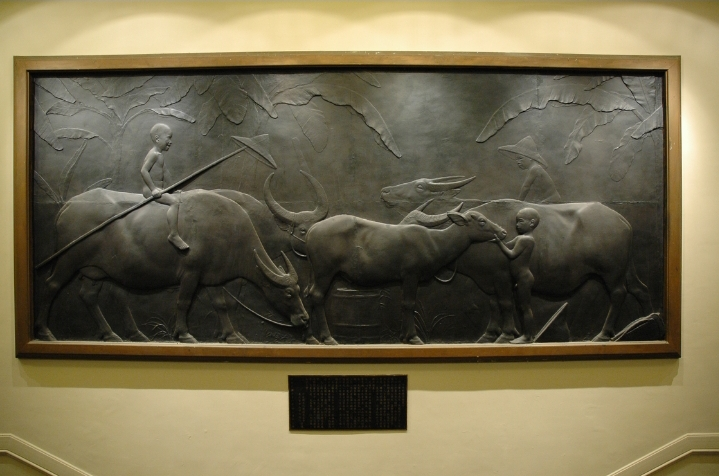
《水牛群像》於台北中山堂之原作

### 石膏
- 《獅子》（1916）
- 《尼》（1916）
- 《山童吹笛》（1918）[註 1]
- 《擺姿態的女人》（1922）[註 2]
- 《郊外》（1924）[註 3]
- 《永田隼之助氏》（1926）
- 《永野榮太郎氏》（1926）
- 《鹿》（1926）
- 《牛》（1926）
- 《鳩》（1926）
- 《兔》（1926）
- 《鯉》（1926）
- 《槙哲氏》（1926）
- 《南國的風情》（1927）[註 4]</ref>
- 《許丙之母堂謝氏》（1928）
- 《少女像》
- 《後藤氏令孃》
- 《郭春秧氏》（1928）
- 《賀來氏母堂》（1928）
- 《立花氏母堂》（1928）
- 《張清港氏母堂》（1929）
- 《後藤氏令孃》（1929）
- 《安部幸兵衛氏》（1929）
- 《黃純青氏》（1929）
- 《益子氏嚴父》（1929）
- 《蔡法平氏》（1929）
- 《同夫人》（1929）
- 《水牛群像》（1930）[註 5]

### 大理石
- 《男嬰頭像》（1919）

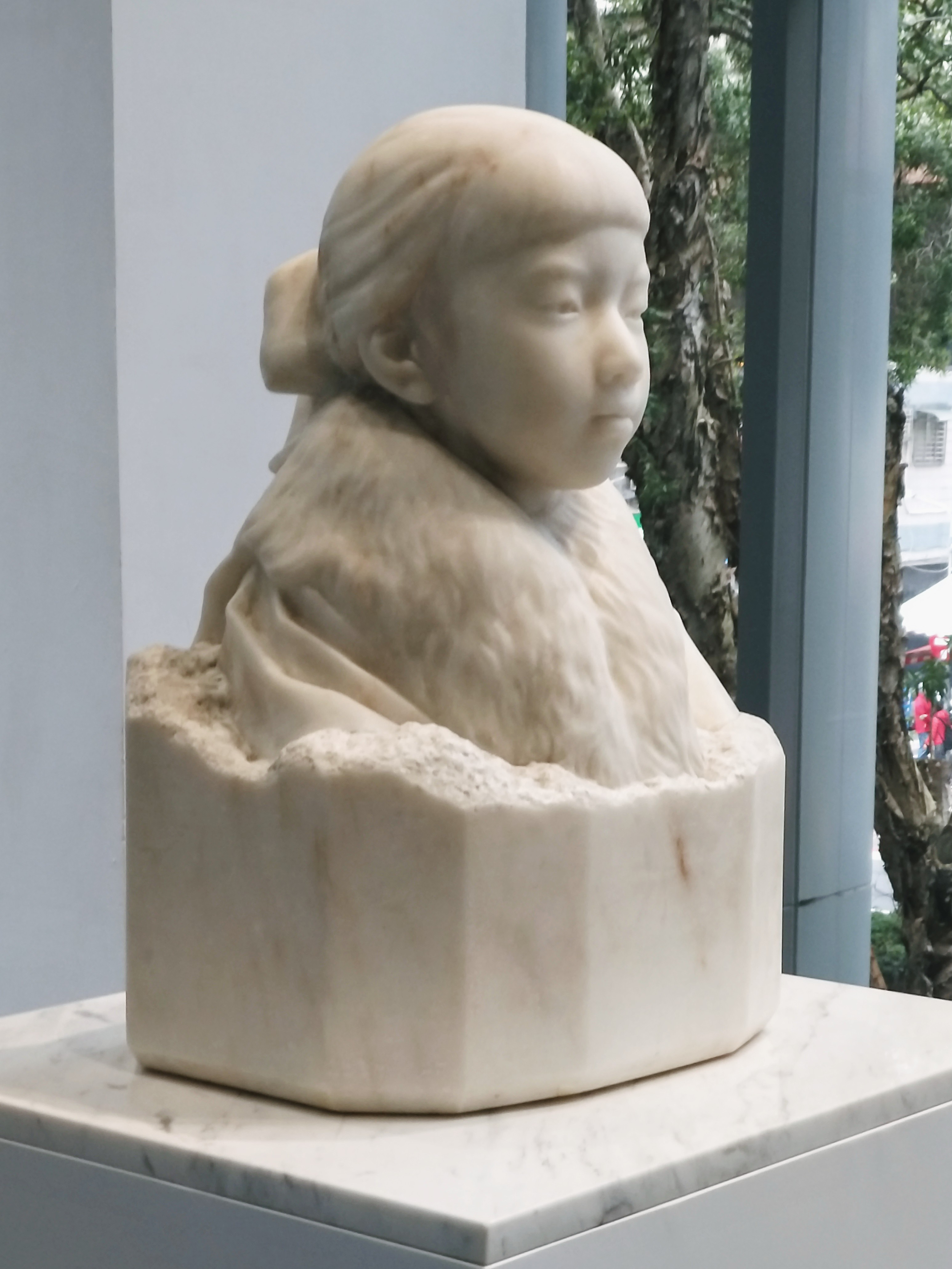
《少女胸像》於北師美術館展覽現場（臺北市立太平國民小學藏）

- 《少女胸像》（1920）[註 6][14]
- 《甘露水》（1921）[註 7][15]

### 木雕
- 《觀音》（1914）
- 《彌勒像》（1914）
- 《牡丹花》（1915）
- 《山豬》（1915）
- 《李鐵拐》（1915）
- 《老鷹》（1920）
- 《帝雉、華鹿》（1922）[註 8]
- 《花鹿》（1923）
- 《釋迦出山像》（1926）[16]
- 《鹿頭》（1926）
- 《鴿子》（1926）
- 《猿猴》（1926）
- 《龍》（1927）
- 《赤崁樓紀念幣》（1927）
- 《顏國年像》（1928）
- 《日本藪田氏母堂》（1928）
- 《天鵝》（1928）
- 《牛頭》（1928）
- 《雙兔白菜》
- 《荷葉水果盤》
- 《鯉躍龍門》

### 銅
- 《鬥雞》（1926）
- 《農夫》（1926）
- 《孫文氏》（1926）
- 《林熊徵氏》（1927）
- 《川村總督銅像》（1927）
- 《龍》（1927）
- 《山本悌二郎銅像》（1928）[註 9][17]
- 《白鷺鷥灰煙缸》（1928）
- 《臺灣雙槳船》（1928）
- 《久邇宮邦彥親王夫婦像》（1928）[註 10]
- 《水牛群像（歸途）》（1928）[註 11]
- 《高木友枝銅像》（1929）[註 12]
- 《志保田鉎吉校長像》（1928）
- 《明石總督銅像》（1928）
- 《明石總督銀幣章》（1929）
- 《馬》（1929）
- 《婦女頭像》（1929）
- 《結髮裸婦》（1929）[註 13][20]
- 《志保田氏》（1928）
- 《安部幸兵衛胸像》（1930）[註 14]
- 《馬》（1930）
- 《母與子（牛）》（1930）
- 《犢》（1930）
- 《兔》（1930）
- 《綿羊》（1930）
- 《山羊》（1930）

### 其他
- 《小孩》（1925)

## 外部連結
- 黃土水《釋迦出山》 - ‧園區雕塑教學資源網‧
- 黃土水